# 藤井展之
藤井 展之（ふじい のぶゆき、1954年 - ）は、日本の実業家。株式会社ダイナウェア元代表取締役社長。福岡県出身。

## 来歴
電電公社の社員であった父の転勤に伴い、小学校5校・中学校2校を転々とする少年時代を過ごす。長崎県立長崎北高等学校からの転校を経て福岡県立小倉西高等学校を卒業し、2年間の浪人生活を経て大阪大学文学部へ入学。卒業後の1984年に大学時代の同期生らと大阪府豊中市でダイナウェアを創業し、主に画像処理ソフトやCADの製作・販売を手がける。
1991年9月、社団法人コンピュータソフトウェア著作権協会（ACCS）の発足と同時に理事長に就任した（ - 1995年）。